# 別爾利亞斯卡山
48°20′40″N 24°4′7″E / 48.34444°N 24.06861°E
別爾利亞斯卡山是烏克蘭的山峰，位於該國西部，處於外喀爾巴阡州，屬於烏克蘭喀爾巴阡山脈中斯維多韋茨山脈的一部分，海拔高度1,555米。